# 앤드루 키건
앤드루 키건(Andrew Keegan, 1979년 1월 29일 ~ )은 미국의 배우이다.

## 출연 작품
- 뱀파이어와의 동거 (2018)
- 특별수사대 (2014)
- 페너턴트 맨 (2010)
- 킬 스피드 (2010)
- 크리스마스 투 매니 (2007)
- 크루얼 월드 (2005)
- 사랑해도 참을 수 없는 101가지 (2004)
- 판도라 (2002)
- 틴에이지 케이브맨 (2002)
- 오 (2001)
- 실연자 클럽 (2000)
- 유주얼 서스펙트 2 (1999, The Contract)
- 내가 널 사랑할 수 없는 10가지 이유 (1999)
- 인디펜던스 데이 (1996)
- 낸시 이야기 (1995)
- 스케이트보드 키드 2 (1995)
- 비밀 캠프 (1994)
- 스텝 바이 스텝 (1991)

### 텔레비전
- SOS 해상 구조대 (1993-94)
- 제7의 천국 (1997-2002)